# الاکامیسی ایتنینا
الاکامیسی ایتنینا (به لاتین: Alakamisy Itenina) یک سکونتگاه مسکونی در ماداگاسکار است که در هائوته ماتسیاترا واقع شده‌است.

## خصوصیات
الاکامیسی ایتنینا ۲۷٬۰۰۰ نفر جمعیت دارد و ۱٬۱۷۱ متر بالاتر از سطح دریا واقع شده‌است.